# Rezerwat przyrody Dębowe Góry
Rezerwat przyrody „Dębowe Góry” – leśny rezerwat przyrody położony na terenie gminy Zambrów w województwie podlaskim. Znajduje się około 6 km na południe od Łomży, na północnym skraju Czerwonego Boru.
Został utworzony w 2001 roku. Zajmuje powierzchnię 99,31 ha (akt powołujący podawał 99,62 ha).
Celem ochrony jest zachowanie w stanie naturalnym zespołu świetlistej dąbrowy z dębem bezszypułkowym, stanowiącego istotną wartość ze względów przyrodniczych, naukowych i dydaktycznych.
Główne zbiorowiska roślinne:
- las mieszany – Melitti-Carpinetum
- świetlista dąbrowa – Potentillo albae-Quercetum,
- bór mieszany – Pino-Quercetum

W runie leśnym występuje wiele rzadkich gatunków roślin m.in.: gorysz siny, miodunka wąskolistna, pięciornik biały, dziurawiec skąpolistny, miodownik melisowaty, oman wierzbolistny, lilia złotogłów, gnieźnik leśny, orlik pospolity, naparstnica zwyczajna.
Rezerwat nadzoruje: Nadleśnictwo Łomża.